# لئونارد ریفل
لئونارد ریفل (انگلیسی: Leonard Reiffel؛ زاده ۳۰ سپتامبر ۱۹۲۷) یک فیزیک‌دان اهل ایالات متحده آمریکا بود.